# Técnico veterinario

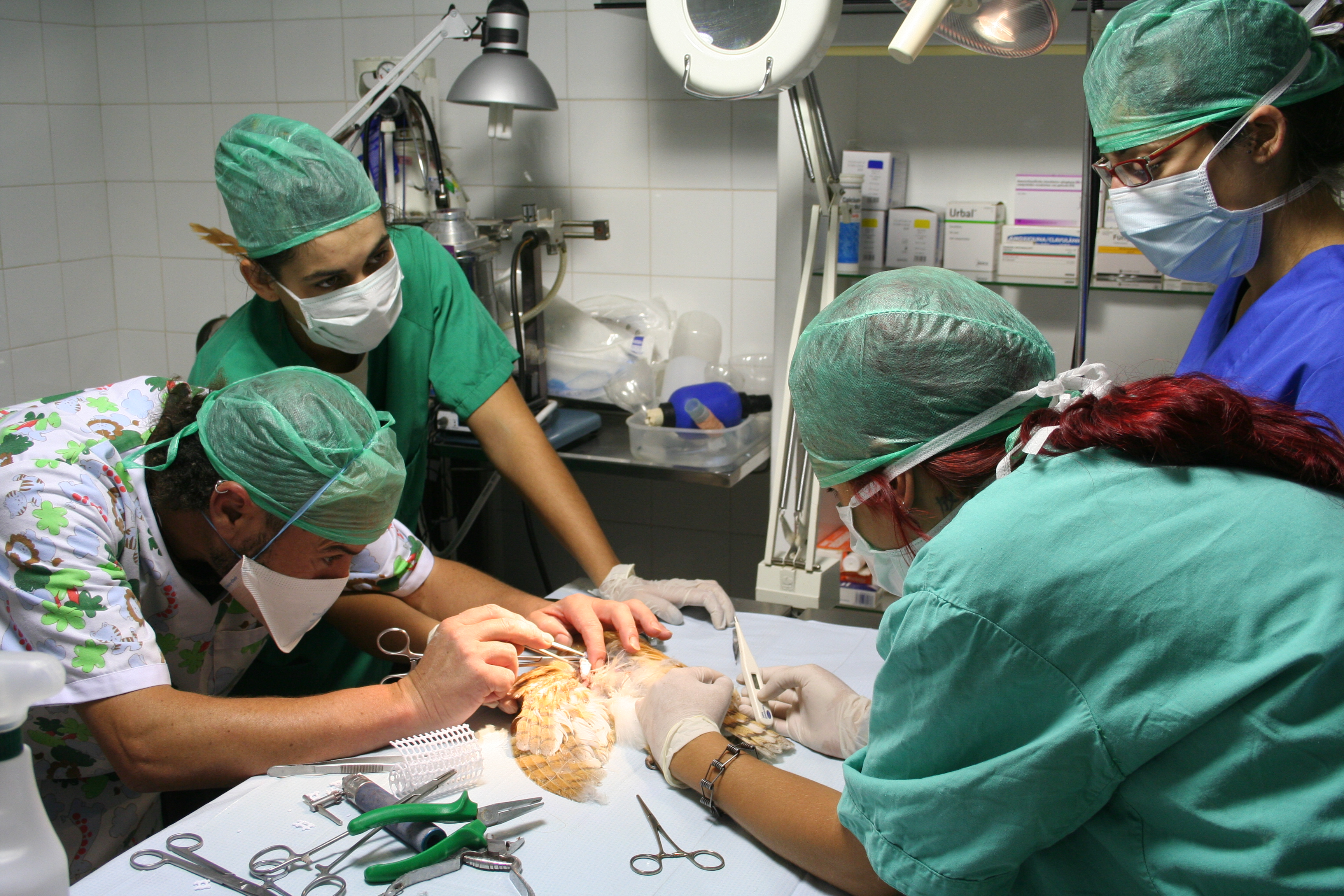
Cirugía realizada por un médico veterinario con técnicos veterinarios

El técnico veterinario es el profesional con competencias que le permiten desempeñarse en el campo de la ciencia veterinaria, las cuales son colaboración en la administración de clínicas veterinarias, administración de medicamentos recetados, administración de vacunas, contención y manejo de animales, recolección de material biológico, apoyo a cirugías, primeros auxilios y realización de radiografías.
El técnico veterinario no debe confundirse con el auxiliar veterinario. En la mayoría de los países, diferente al técnico, un auxiliar veterinario es una persona con menos cualificación formal en salud animal, que no tiene una práctica autónoma, pero que está asignada para ayudar a otros profesionales.

## Formación
No existe un título oficial de técnico veterinario en todos los países. 

### Chile
En Chile se debe cursar la carrera profesional de Técnico Veterinario en un instituto, centro de educación o universidad, puesto que utilizar el título sin estudios constituye un ejercicio ilegal de la profesión de Técnico Veterinario.

### España
En España, la profesión es la de Auxiliar Veterinario. La Cualificación Profesional de Asistencia a la Atención Clínica en Centros Veterinarios se aprobó el 4 de febrero de 2011 mediante el Real Decreto 140/2011 y fue incluida en el Catálogo Nacional de Cualificaciones Profesionales.
En abril de 2020, la Comisión Permanente del Consejo General de Formación Profesional (CGFP) aprobó clarificar, ubicar correctamente y potenciar la cualificación de 'Asistencia a la atención clínica en centros veterinarios', comúnmente conocido como Auxiliares Técnicos Veterinarios (ATV).
En febrero de 2021, a raíz de la no inclusión de los auxiliares veterinarios en la campaña de vacunación contra la COVID19, se inició en redes sociales un movimiento con el objetivo de dar visibilidad a la profesión.

## Perfil profesional
Competencias profesionales
| - Manejar los principales procedimientos veterinarios en las patologías animales, alteraciones y efectos que generan en los animales. - Aplicar las principales técnicas básicas de laboratorio, enfermería y manejo sanitario en animales domésticos y de producción. - Manejar las zoonosis presentes y aquellas con riesgo potencial en el país para la prevención de epizootias. - Supervisar los sistemas de producción y reproducción animal y sistemas pecuarios en diferentes escalas de magnitud y complejidad con fines productivos. - Supervisar las técnicas de producción pecuaria en especies mayores de interés comercial. - Inspeccionar la calidad de los productos de la cadena primaria de producción pecuaria. - Inspeccionar la inocuidad de los productos de origen pecuario durante los procesos de transformación. - Administrar recursos para el apoyo logístico de las actividades en empresas. |

## Ejercicio profesional
El campo laboral del Técnico Veterinario corresponde a empresas del área clínica de mascotas y de animales mayores, hospitales veterinarios, a predios o campos de producción pecuaria de pequeña y mediana escala, y a empresas del área de aseguramiento de la calidad de los productos de origen pecuario.
Además está capacitado para el ejercicio libre de la profesión, relacionado con la oferta de servicios para mascotas: peluquería y estética, adiestramiento canino y ventas de insumos en tiendas para mascotas. 
No obstante, no está facultado para emitir recetas, realizar ni instalar consultas y realizar procedimientos médicos avanzados.